# 范托夫环形山
范托夫环形山（Van't Hoff）是位于月球背面北半部的一座大撞击坑，约形成于39.2-38.5亿年前的酒海纪，其名称取自荷兰化学家，首位诺贝尔化学奖得主雅各布斯·亨里克斯·范托夫（1852年-1911年），1970年被国际天文学联合会批准接受。

## 描述

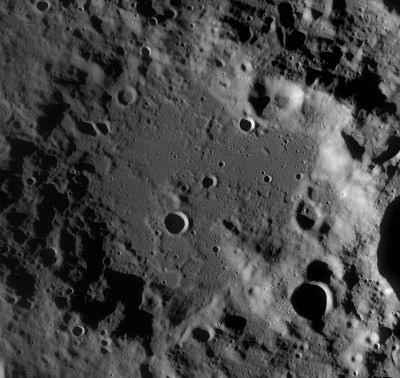
月球勘测轨道飞行器拍摄的范托夫环形山

该陨坑西北靠近斯特宾斯环形山、东侧毗邻戴森环形山、巨大的环壁平原-伯克霍夫环形山则坐落在它的西南，范托夫环形山的东侧紧挨了一道裂谷，其名称被非正式地称为范托夫月谷。该陨坑中心月面坐标为61°45′N 132°41′W / 61.75°N 132.68°W，直径107.3公里，深度2.8公里。
受后续撞击的侵蚀，范托夫环形山坑壁已发生破裂、扭曲。其西半侧外壁边界已不明确，可能被西面其它陨石坑形成时抛出的溅射物所覆盖，这也使该侧的内壁变得异常宽阔；东半侧可能重合了一或二座陨坑，形成一侧双层外凸的边缘，沿东侧坑壁分布了数座更小的撞击坑以及凿刻着一道长约90公里的东北向凹槽；东南坑壁上则坐落了一对连环坑。范托夫环形山坑壁高出周边地形约1430米，内部容积约为8200立方千米。坑内地表大部分相对平坦，显示分布有一些大小不一的小陨坑，其中最醒目的是南半部一座圆杯状的小撞击坑，坑底东南有一片指向中心点的凹陷区。

## 卫星陨石坑
按惯例，最靠近范托夫环形山的卫星坑将在月图上以字母标注在它的中心点旁边。

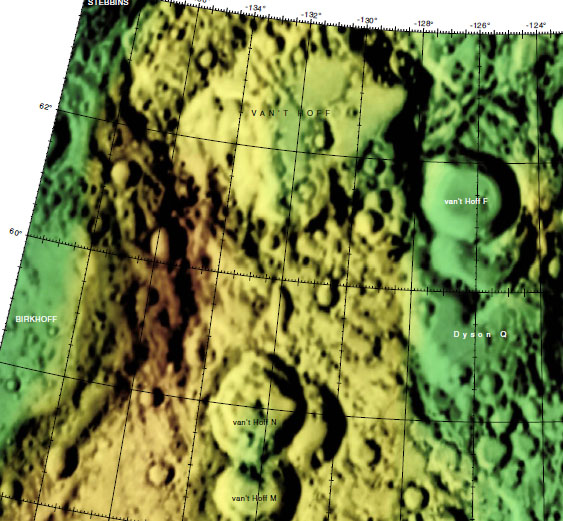
LAC-20 区域图

| 范托夫 | 纬度    | 经度     | 直径    |
| ------ | ------- | -------- | ------- |
| F      | 61.5° N | 126.2° W | 41 公里 |
| M      | 56.8° N | 132.1° W | 36 公里 |
| N      | 57.9° N | 132.3° W | 46 公里 |

- 卫星坑范托夫 F约形成于晚雨海世[2]；
- 卫星坑范托夫 M约形成于酒海纪[2]。
- 卫星坑范托夫 N约形成于早雨海世[2]。

## 参引资料
1. ↑  . 国家天文科学数据中心·天文学名词.   [2023-11-21]. （原始内容存档于2023-11-21）.
2. 1 2 3 4 5 6 7  Lunar Impact Crater Database
3. ↑   (PDF).   [2016-11-21]. （原始内容 (PDF)存档于2016-12-27）.
4. ↑  .   [2016-11-21]. （原始内容存档于2020-11-27）.

## 另请参阅
- Andersson, L. E.; Whitaker, E. A. . NASA RP-1097. 1982.
- Blue, Jennifer. . USGS. July 25, 2007  [2007-08-05]. （原始内容存档于2018-12-25）.
- Bussey, B.; Spudis, P. . New York: Cambridge University Press. 2004. ISBN 978-0-521-81528-4.
- Cocks, Elijah E.; Cocks, Josiah C. . Tudor Publishers. 1995. ISBN 978-0-936389-27-1.
- McDowell, Jonathan. . Jonathan's Space Report. July 15, 2007  [2007-10-24]. （原始内容存档于2018-12-25）.
- Menzel, D. H.; Minnaert, M.; Levin, B.; Dollfus, A.; Bell, B. . Space Science Reviews. 1971, 12 (2): 136–186. Bibcode:1971SSRv...12..136M. doi:10.1007/BF00171763.
- Moore, Patrick. . Sterling Publishing Co. 2001. ISBN 978-0-304-35469-6.
- Price, Fred W. . Cambridge University Press. 1988. ISBN 978-0-521-33500-3.
- Rükl, Antonín. . Kalmbach Books. 1990. ISBN 978-0-913135-17-4.
- Webb, Rev. T. W.  6th revised. Dover. 1962. ISBN 978-0-486-20917-3.
- Whitaker, Ewen A. . Cambridge University Press. 1999. ISBN 978-0-521-62248-6.
- Wlasuk, Peter T. . Springer. 2000. ISBN 978-1-85233-193-1.